# Klinikum Dortmund
Die Klinikum Dortmund gGmbH, vormals Städtische Kliniken Dortmund, davor Städtische Krankenanstalten Dortmund, ist das zweitgrößte Krankenhaus Nordrhein-Westfalens und das viertgrößte kommunale Krankenhaus in Deutschland. Es deckt bis auf Psychiatrie alle medizinischen Fachgebiete ab.
An den Standorten Klinikzentrum Mitte und Klinikzentrum Nord befinden sich 25 Fachkliniken sowie fünf Institute mit insgesamt 1.408 Betten. Die Klinik hat 4.900 Mitarbeiter und behandelt im Jahr mehr als 315.000 Patientinnen und Patienten (davon 65.000 stationär und 250.000 ambulant).
Die Städtischen Kliniken Dortmund wurden 1876 unter dem Namen Luisen-Hospital eröffnet. An diesem Hospital wurde bereits 1909 eine Krankenpflegeschule mit 2-jähriger Ausbildung eingerichtet. Heute werden 13 verschiedene Ausbildungsberufe angeboten. Die Klinik ist der zweitgrößte Ausbildungsbetrieb in Dortmund.
Das Klinikum Dortmund war von 1976 bis 2021 Akademisches Lehrkrankenhaus der Westfälischen Wilhelms-Universität in Münster. Seit Oktober 2021 ist es ein Klinikum der Universität Witten/Herdecke.

## Geschichte des Klinikums

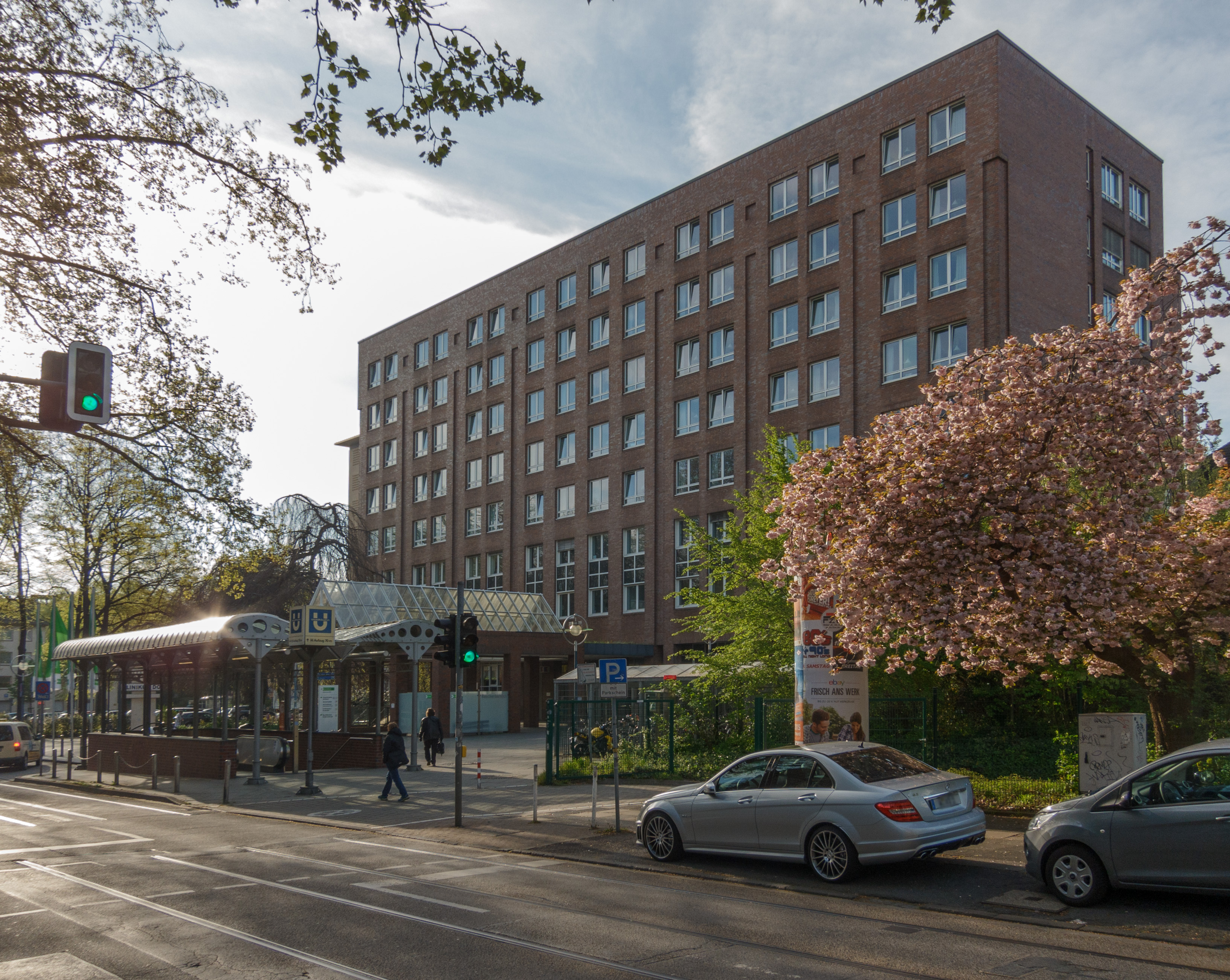
Gebäude A1 und Haupteingangsbereich Klinikzentrum Mitte

Im Jahr 1876 wurde das heutige Klinikum Dortmund unter dem damaligen Namen Luisen-Hospital eröffnet. Das Krankenhaus verfügte über 200 Betten und besaß eine chirurgische und eine innere Abteilung. Bis 1906 kamen noch die Hals-Nasen-Ohren-, die Haut- sowie die Frauenklinik dazu. Des Weiteren konnte durch eine private Spende eine Nervenstation eingerichtet werden. Das anfangs relativ kleine Hospital entwickelte sich somit im Laufe der Zeit zu einem großstädtischen Krankenhaus. Mit den Fachabteilungen der Augenklinik und der Orthopädie unter Max Brandes vergrößerte sich die Klinik weiter. Im Jahr 1930 wurde zudem der Neubau der Kinderklinik mit rund 200 Betten eröffnet.

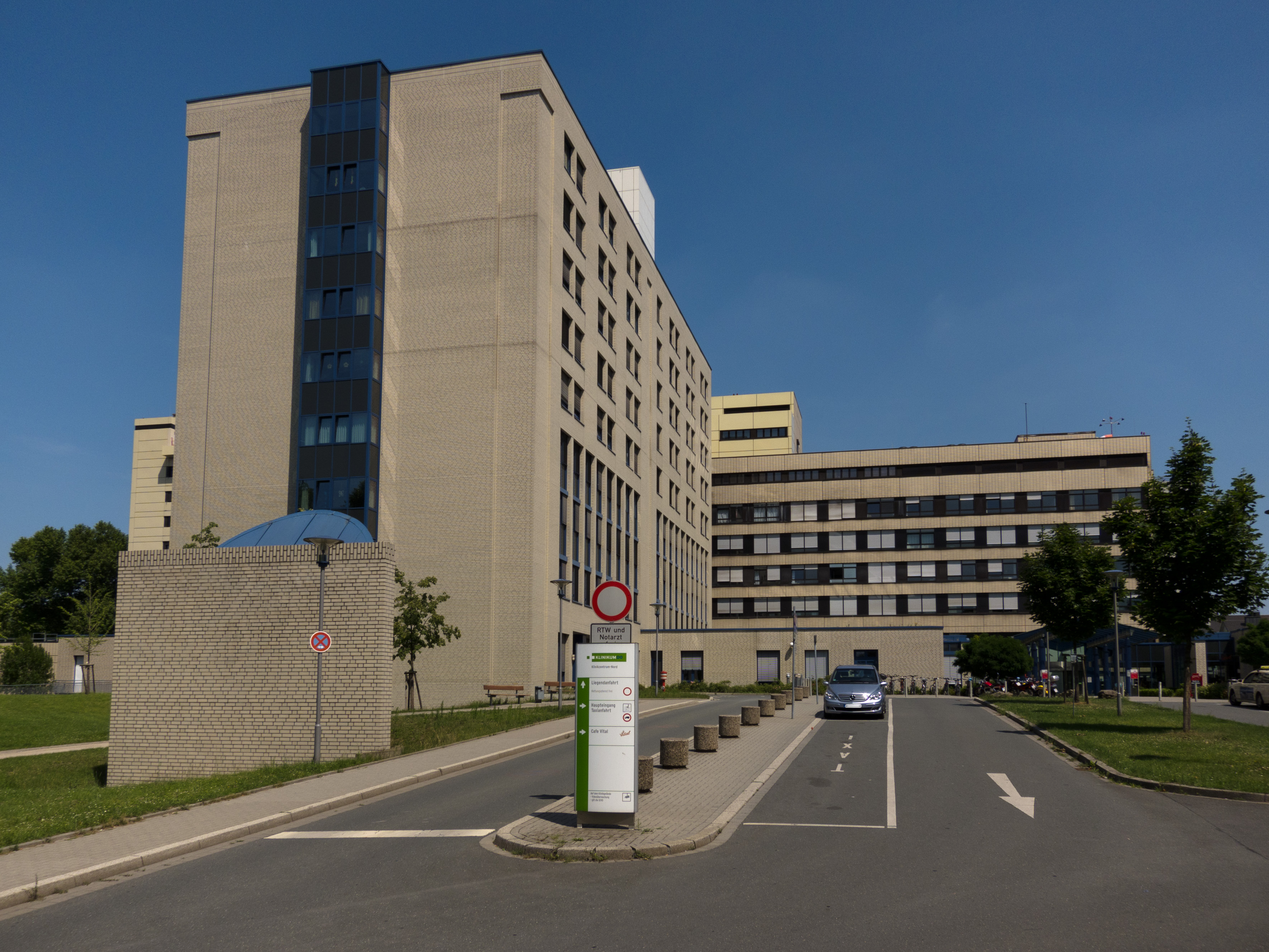
Klinikzentrum Nord

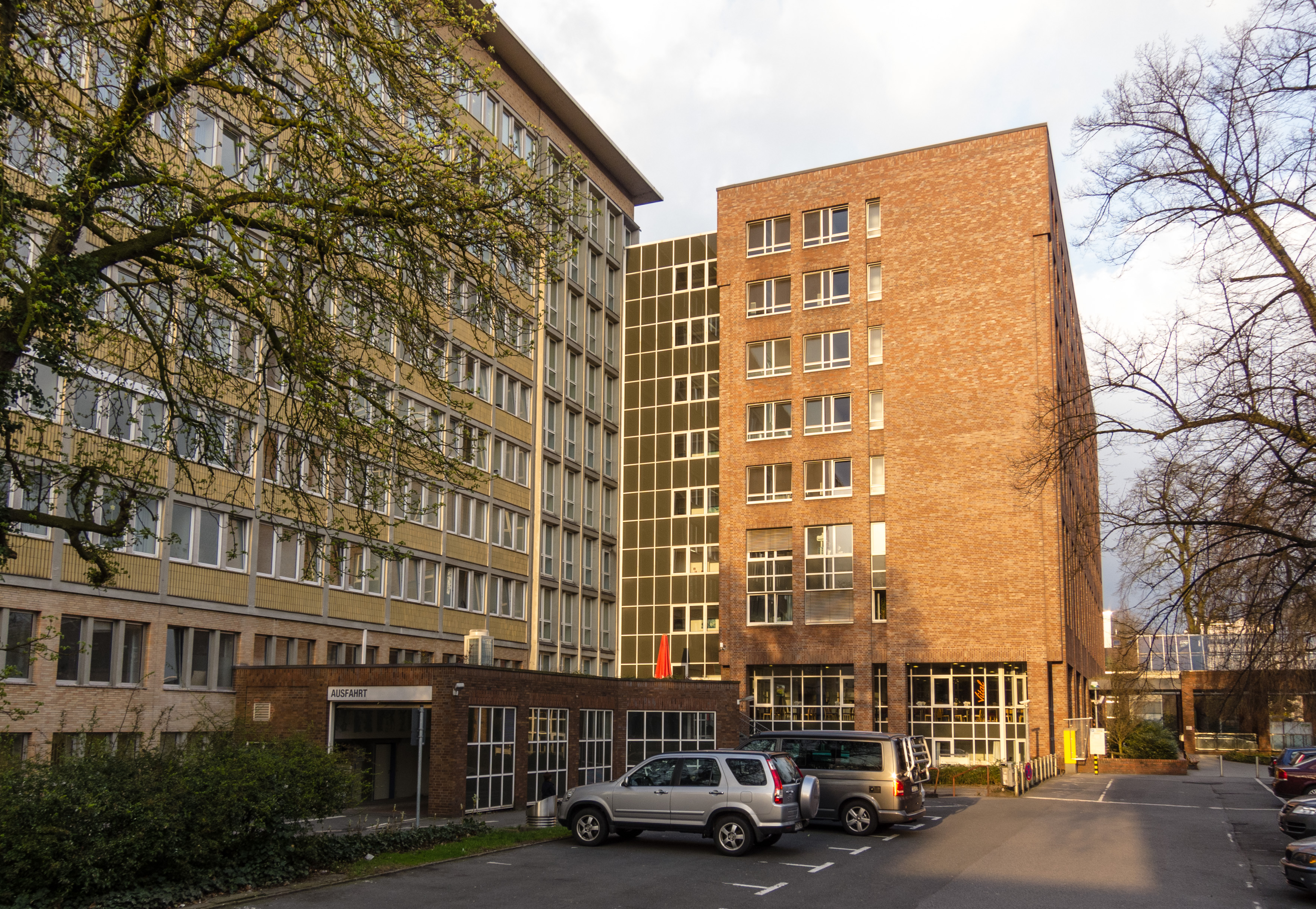
Gebäude A1 und A2 am Klinikzentrum Mitte

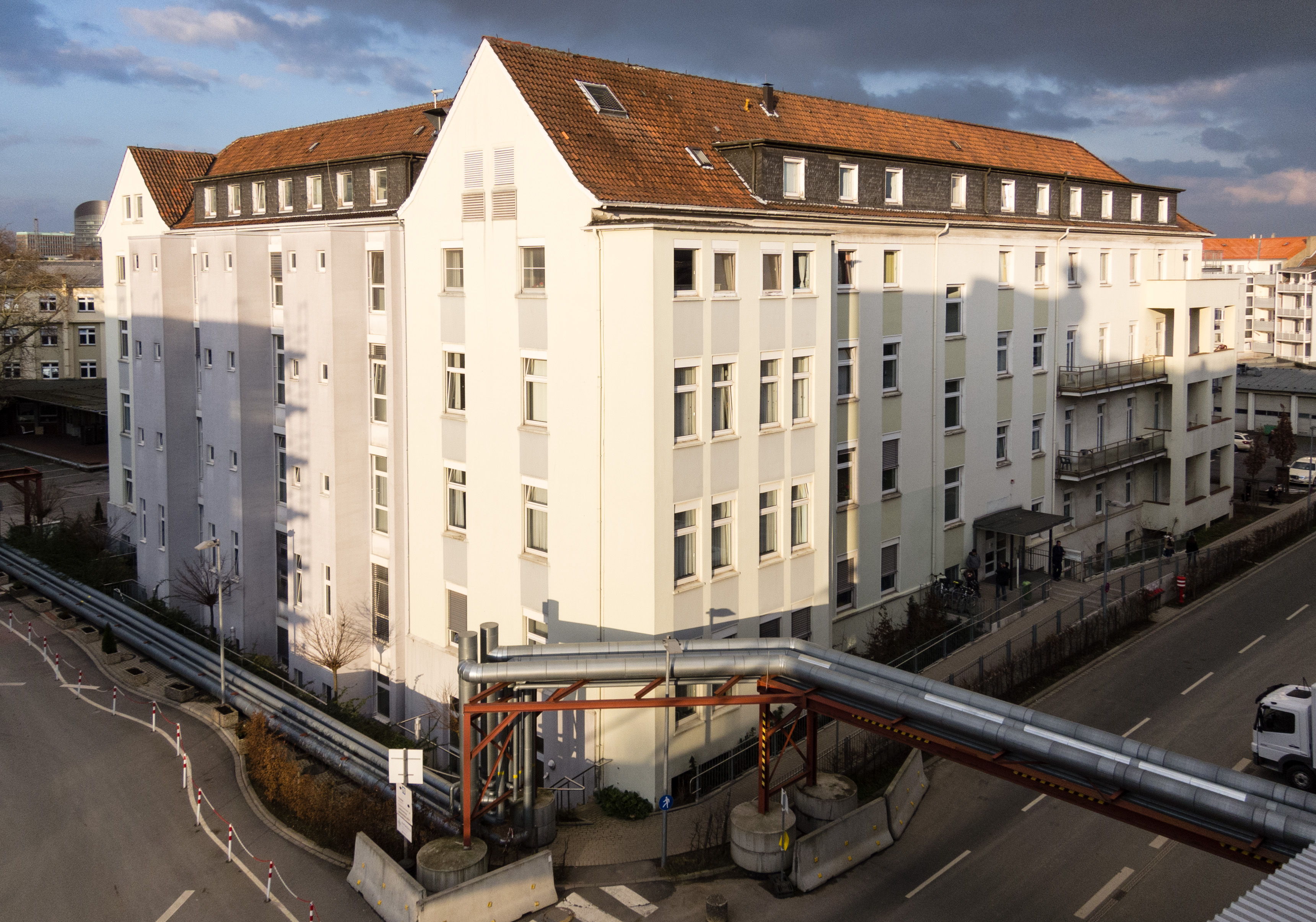
„Dudenstift“ – ehemaliges Gebäude der Frauenklinik, heute Geriatrie, Klinikzentrum Mitte

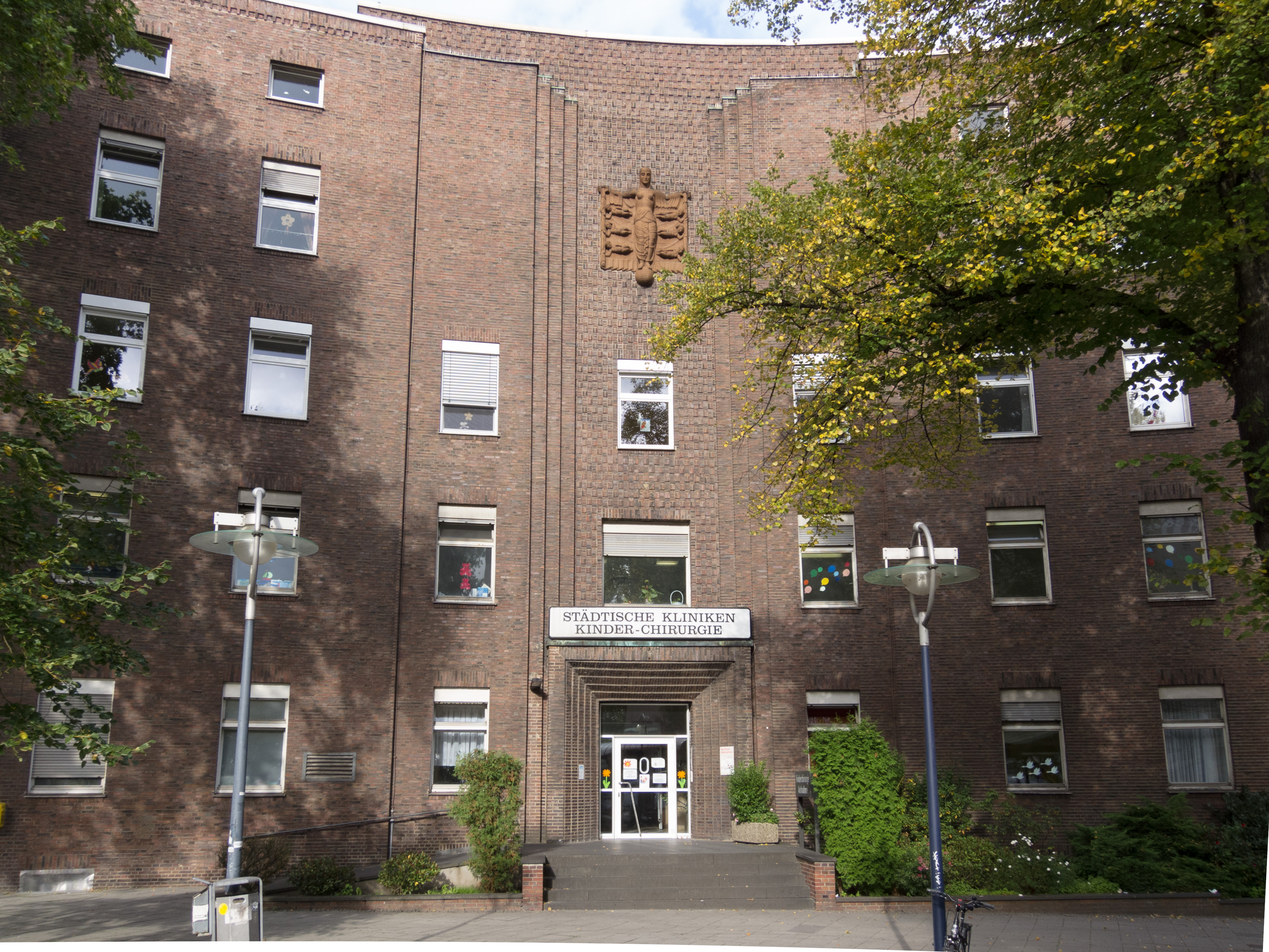
Eingang des Gebäudes der Klinik für Kinderchirurgie, Klinikzentrum Mitte

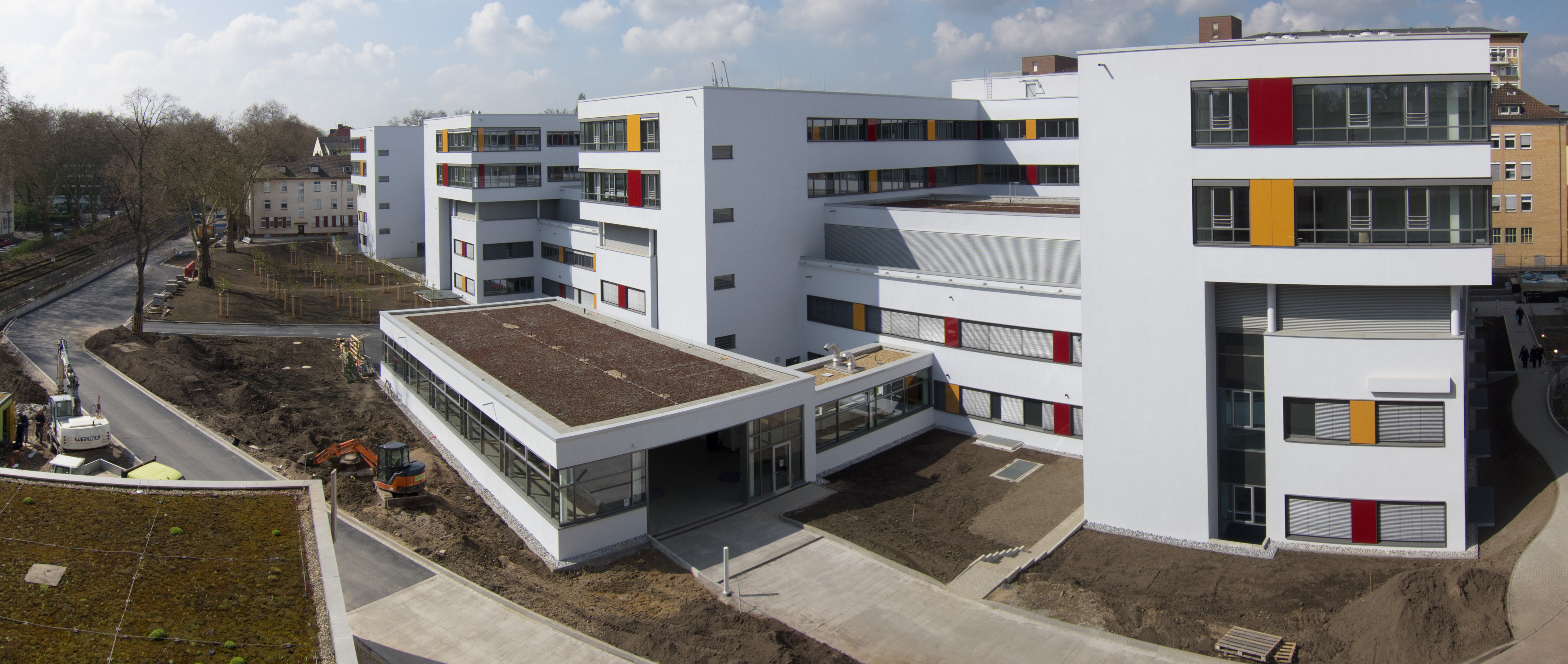
Zentrales Operations- und Funktionszentrum (ZOPF), Klinikzentrum Mitte

In der Zeit des Nationalsozialismus vertrieben die Nazis alle jüdischen Ärzte des Krankenhauses. 1937 fusionierte die Klinik mit dem damaligen Dortmunder Brüderkrankenhaus. Damit verfügte sie erstmals über eine urologische Abteilung und über 2.250 Betten. Im Zweiten Weltkrieg zerstörten die Luftangriffe auf Dortmund die Krankenanstalten zum größten Teil. Unter Max Brandes als Ärztlichem Direktor begann der Wiederaufbau bereits 1945 an den Standorten Mitte und Nord, welcher Mitte der 1960er Jahre abgeschlossen war. Zudem zogen Anfang der 1950er Jahre einige Fachabteilungen in die alte Kaserne am Westfalendamm. Die Klinik führte nunmehr 2.222 Betten. Die Prosektur gehörte zu den größten in Westdeutschland. 1954 erhielt sie einen von Friedrich Boemke konzipierten Neubau.
Die Klinik am Westfalendamm  entstand 1952 in einigen alten Kasernengebäuden aus den 1930er Jahren, welche nach dem Krieg durch die Besatzer genutzt wurden. 1950 wurden die Kasernengebäude für den Klinikbetrieb freigegeben und letztendlich 1951/1952 nach umfangreichen Umbaumaßnahmen in Betrieb genommen. Der Krankenhausbetrieb lief dort bis 2004. Als der langersehnte Klinikneubau im Norden Dortmunds bezugsfertig war, zogen alle Fachabteilungen vom Westfalendamm in das Klinikzentrum Nord. Die alten Kasernengebäude wurden dann innerhalb kürzester Zeit vollständig abgerissen.
Nachdem 1979 am Standort Nord ein Neubau der medizinischen Klinik in Betrieb gegangen war, wurden die Kinderkliniken in den Dortmunder Stadtteilen Derne und Lücklemberg 1983 und 1984 geschlossen. 25 Jahre später erweiterte die Klinik ihren Standort Nord um einen weiteren Neubau, sodass auch der Standort am Westfalendamm überflüssig wurde. Bereits im Jahr 2007 tätigte das Klinikum weitere Investitionen und errichtete ein Logistikzentrum mit Parkplätzen, eigener Küche, Sterilisation, Sterillager und Teilen der Verwaltung. Auch das Institut für Transfusionsmedizin, Laboratoriumsmedizin und Mikrobiologie wurde im selben Jahr fertiggestellt.
1994 wurde auf Initiative von H.-U. Langendorff die „Dortmunder Hautbank e. V.“, die bis dahin erste Hautbank ihrer Art in Deutschland, gegründet.
2008 begannen am Klinikzentrum Mitte die Arbeiten an einem neuen zentralen Operations- und Funktionszentrum (ZOPF). Die ersten Bereiche in diesem Neubau, unter anderem eine neue Notaufnahme, wurden im April 2012 eröffnet, im  Mai 2012 folgten die Inbetriebnahmen der zwölf neuen Operationssäle und einer Intensivstation. Insgesamt wurden für den Neubau 94 Millionen Euro investiert.
Im Jahr 2014 machte das Klinikum aufgrund eines Patientenanstiegs von 10 Prozent erstmals in seiner 15-jährigen Geschichte als gGmbH einen Gewinn von 3,6 Mio. Euro. Damit konnte der kommunal geführte Maximalversorger seinen Positivtrend aus dem Jahr davor weiter fortsetzen. Hatte das Haus im Jahr 2012 noch einen Verlust von 6 Millionen Euro aufzuweisen, konnte im ersten Sanierungsjahr 2013 (unter neuer Geschäftsführung) ein Überschuss von knapp 900.000 Euro erwirtschaftet werden. Dieser Positivtrend setzte sich in den Folgejahren fort, zuletzt (2019) mit einem Jahresabschluss in Höhe von 7,5 Mio. Euro.
2014 zog das Klinikum Dortmund nach einjähriger Laufzeit eine Zwischenbilanz für das Anfang 2013 eingerichtete Zweitmeinungszentrum. Demnach haben sich in einem Jahr knapp 350 Patienten mit einem Zweitmeinungswunsch an das Zentrum gewandt; in 80 Prozent der Fälle handelte es sich um Patienten, die ein orthopädisches Anliegen hatten.
Anfang 2016 gründete das Klinikum Dortmund die „Patientenhochschule Dortmund“; das Modell zur kostenlosen Fortbildung speziell für Patienten wird seither mit dem Katholischen Klinikum Essen bundesweit vorangetrieben.
Die Triple-Osteotomie zur Behandlung der Hüftdysplasie wurde in Dortmund entwickelt und ist ein heute weltweit eingesetztes Standardverfahren.

## Fachbereiche
Das Klinikum Dortmund verfügt über folgende Fachkliniken:

### Klinikzentrum Mitte
Beurhausstraße 40, geografische Lage: 51° 30′ 31,5″ N, 7° 27′ 24,6″ O
- Anästhesie
- Augenklinik
- Chirurgische Klinik
- Endokrinologie, Diabetologie und Rheumatologie
- Frauenklinik
- Gastroenterologie, Hämatologie und internistische Onkologie und Endokrinologie
- Geriatrische Klinik
- Hautklinik
- Herzchirurgie
- HNO-Klinik
- Kardiologie, Internistische Intensivmedizin & Notfallmedizin
- Kinderchirurgie und Kinderurologie
- Kinder- und Jugendmedizin
- Nephrologie, Dialyse
- Neurologische Klinik
- Nuklearmedizin
- Orthopädische Klinik
- Palliativmedizin
- Radiologie, Neuroradiologie und Kinderradiologie (Zertifiziert nach ISO 9001)
- Schmerzmedizin
- Strahlentherapie und Radiologische Onkologie (Zertifiziert nach ISO 9001)
- Wirbelsäulenchirurgie
- Institut für Krankenhaushygiene und Klinische Mikrobiologie
- Institut für Medizinische Strahlenphysik und Strahlenschutz
- Institut für Transfusionsmedizin, Labormedizin und Medizinische Mikrobiologie
- Pathologisches Institut[10]
- Zentrale Notaufnahme im Klinikum Mitte

### Klinikzentrum Nord
Münsterstraße 240, geografische Lage: 51° 32′ 2,4″ N, 7° 27′ 13,6″ O
- Mund-, Kiefer- und Gesichtschirurgie (Lehrstuhl der Universität Witten/Herdecke)
- Urologische Klinik
- Pneumologie, Infektiologie und internistische Intensivmedizin
- Gefäßchirurgie und Gefäßmedizin, Angiologie
- Neurochirurgie
- Thoraxchirurgie (ist 2024 vom Standort Mitte nach Nord gezogen)
- Unfall-, Hand- und Wiederherstellungschirurgie
- Schwerstverbranntenstation
- Radiologie und Neuroradiologie im Klinikum Nord
- Zentrale Notaufnahme im Klinikum Nord

### Fachzentren
Außer den Fachkliniken bietet das Klinikum Dortmund auch noch folgende Fachzentren:
- Alterstraumazentrum
- Angehörigenfreundliche Intensivstation (Pflege e. V. zertifiziert)
- Bauchfellzentrum (DGAV-ACO zertifiziert)
- Blutspende DO – Institut für Transfusionsmedizin
- Chest Pain Unit (DGK zertifiziert)
- Cochlea-Implantat-Zentrum
- Diabeteszentrum
- Dortmunder Centrum für Zelltransplantation
- Endoprothetikzentrum der Maximalversorgung (endoCert zertifiziert)
- Gefäßzentrum
- Herzzentrum Dortmund
- Hypertoniezentrum (Deutsche Hochdruckliga zertifiziert)
- Impfcentrum
- Kompetenzzentrum Schilddrüsen- und Nebenschilddrüsenchirurgie (DGAV zertifiziert)
- Kompetenzzentrum Minimal Invasive Chirurgie (DGAV zertifiziert)
- Kontinenz-Zentrum (Deutsche Kontinenzgesellschaft zertifiziert)
- Leberzentrum (DGAV zertifiziert)
- MIC Zentrum – Zentrum für minimalinvasive Chirurgie in der Urologie
- Nephrologische schwerpunktklinik (DGfN zertifiziert)
- Neurozentrum
- Neurovaskuläres Netzwerk Ruhr-Ost
- Nierenzentrum
- Palliativstation (DGP anerkannt)
- Perinatalzentrum (Level 1) (ÄKWL zertifiziert)
- Schwerstverletztenartenverfahren (DGUV zertifiziert)
- SPZ DO – Sozialpädiatrisches Zentrum Neuropädiatrie Dortmund
- Stroke Unit – Überregionale Schlaganfallstation (DSG zertifiziert)
- Studienzentrum
- Überregionales Traumazentrum (DGU zertifiziert)
- Westfälisches Brustzentrum (ÄKWL zertifiziert)
- Westfälisches Kinderzentrum „Ausgezeichnet für Kinder“ (GKinD zertifiziert)
- Westfälisches Krebszentrum (ISO 9001:2015 und DKG zertifiziert)
  - Viszeralonkologisches Zentrum (ISO 9001:2015 und DKG zertifiziert) mit
    - Darmkrebszentrum (ISO 9001:2015 & DKG zertifiziert)
    - Pankreaskarzinomzentrum (ISO 9001:2015 und DKG zertifiziert)
    - Magenkrebszentrum (ISO 9001:2015 und DKG zertifiziert)
    - Speiseröhrenkrebszentrum (ISO 9001:2015 und DKG zertifiziert)

  - Zentrum für Hauttumoren (ISO 9001:2015 und DKG zertifiziert)
  - Zentrum für Brustkrebs und gynäkologische Tumoren (ISO 9001:2015 & DKG zertifiziert)
  - Zentrum für Kinderonkologie (ISO 9001:2015 und DKG zertifiziert)
  - Zentrum für Kopf-Hals-Tumoren (ISO 9001:2015 und DKG zertifiziert)
  - Lungenkrebszentrum (ISO 9001 zertifiziert)
  - Prostatakarzinomzentrum (ISO 9001 & DKG zertifiziert)
- Wirbelsäulenzentrum (DWG zertifiziert)
- Zentrum für Endokrinologie, Diabetologie, Rheumatologie
- Zentrum für Infektiologie (DGI zertifiziert)
- Zentrum für roboter-unterstütztes Operieren
- Zentrum für Schwerbrandverletzte

## Auszeichnungen
Das Klinikum Dortmund zählt seit 2014 zu den Kliniken in Deutschland, die von der Focus-Ärzte- sowie Focus-Klinikliste ausgezeichnet werden. Darüber hinaus wurde das Haus 2019 von dem US-Magazin Newsweek in die Riege der weltbesten Krankenhäuser aufgenommen. Weitere Auszeichnungen als Auswahl im Überblick:
- Internationaler Deutscher PR Preis (Deutsche Public Relations Gesellschaft)[13]
- Personalmanagement Award 2020 (Bundesverband der Personalmanager)[14]
- HR Award 2020
- BdKom-Award 2019 (Bundesverband der Kommunikatoren)[15]
- HR Human Excellence Award 2019[16]
- Die Zeit Karriere Award 2018[17]
- Patientendialog Award 2018[18]
- HR Award 2018 (Silber)[19]
- Pressestelle des Jahres 2017 (Bundesverband der Pressesprecher; jetzt: Bundesverband der Kommunikatoren)[20]

## Auswahl von Klinikdirektoren
- Christian Lüring
- Michael Truß
- Dominik Schneider
- Maximilian Schmeding

## Alumni
- Thomas Deitmer
- Stefan Engel
- Johannes Fabry
- Dorothée Nashan
- Dietrich Tönnis